# Aethiophysa lentiflualis
Aethiophysa lentiflualis là một loài bướm đêm trong họ Crambidae.